# Louis-Albert de Lezay-Marnésia
Pour les autres membres de la famille, voir Lezay-Marnésia.
Louis-Albert de Lezay-Marnésia (né le 3 février 1708 - mort à Lons-le-Saulnier le 4 juin 1790) ecclésiastique français qui fut abbé commendataire et évêque d'Évreux.

## Biographie
Claude-Louis-Albert de Lezay-Marnésia, né à Saint-Julien en Franche-Comté en 1708, est le fils du marquis Claude-Humbert de Lezay et de  Claude-Françoise de Poligny.
Il reçoit en 1731 en commende l'abbaye Notre-Dame de Bellevaux qu'il conserve jusqu'à sa mort. Il devient en 1738 chanoine-comte du chapitre de Saint-Jean et « comte de Lyon » puis doyen.
Il est désigné comme évêque d'Évreux le 25 avril 1759. Confirmé le 24 septembre, il est consacré le [14 octobre suivant par Nicolas de Bouillé de Saint-Géran évêque d'Autun. En 1762 il enrichit le trésor de sa cathédrale des reliques de Taurin d'Évreux reçues du chapitre noble de Gigny en Franche-Comté. Il est également à l'origine en 1764 de la construction dans le sanctuaire d'un tombeau destiné aux évêques. Toutefois à cause des infirmités qui le frappent il résigne son siège le 14 janvier 1774 et meurt le 4 juin 1790 retiré dans sa province natale à l'aube de la Révolution française.